# Roberto el Monje
Roberto el Monje o Roberto de Rheims (f. 1122) fue un cronista de la Primera Cruzada. A diferencia de otros cronistas, no participó personalmente en la expedición, pero reescribió la Gesta Francorum a petición de su abad, quien no soportaba el estilo «rústico» de la Gesta.
Su crónica contiene una narración del discurso de Urbano II tras el Concilio de Clermont, alocución que tuvo una gran influencia en cómo las Cruzadas se desarrollaron más tarde. Roberto escribe como si hubiera estado presente en Clermont, pero su narración data probablemente de 1116, veintiún años después del concilio, o incluso más tarde. Por ejemplo, Runciman considera que la obra de Roberto fue escrita en 1122.